# Річард Беннет
Рі́чард Бе́ннет (англ. Richard Bedford Bennet; 3 липня 1870, 'Гопвель Гиль' нині, Альберт, Нью-Брансвік  — 26 червня 1947) — канадсьский адвокат, бізнесмен і філантроп. Був одинадцятим прем'єр-міністром Канади з 7 серпня 1930 до 30 жовтня 1935 рр. під час Великої депресії. У 1935 році переїхав до Англії і отримав місце у Палаті лордів Британського парламенту.